# Бийо (язык)
Бийо (Bio, Biyo, Biyue, Khatu, Ximoluo) — один из лолойских языков, на котором говорят в округах Моцзян, Чжэньюань, Цзиндун, Цзянчен на юго-востоке префектуры Симао провинции Юньнань в Китае, а также несколько тысяч человек в Лаосе. Народ хани и разновидности «би-ка» (бийо, кадо, эну) традиционно считаются диалектами. В классификациях Брэдли (2007) и Лама (2012) они были более отличаются от хани, чем от других родственных языков. Лама классифицирует язык мпи как близкий к закрытому диалект языка бийо, чем диалект кадо.
Симоло (西摩洛, также как эну) — язык би-ка, на котором говорит народ хани в провинции Юньнань в Китае.